# Верхня Каліфорнія
Верхня Каліфорнія (ісп. Alta California) — іспанська колонія, утворена в 1804 р. у результаті поділу Каліфорнії (частини Нової Іспанії) на францисканську (північну) і Домініканську (південну) частини. Верхня Каліфорнія включала територію нинішніх штатів Каліфорнія, Невада, Юта, північ штату Аризона і південний схід штату Вайомінг. Ліквідована в 1836 році, в результаті конституційної реформи в Мексиці.